# A rózsa vére (album)
A rózsa vére az azonos című film zenei albuma, amit a Republic együttes készített 1998-ban.

## Az album dalai
1. Tiszavirág 0:56 (Tóth Zoltán)
2. A rózsák vére 5:43 (Cipő)
3. Két pont között 4:27 (Tóth Zoltán)
4. Varázsolj a szívemmel 5:50 (Bódi László)
5. Rémület 2:02 (Tóth Zoltán)
6. Gyöngyharmat 1:23 (Tóth Zoltán)
7. Ez a bolt egy jó hely	2:05 (Bódi László)
8. A rózsák vére (Nagy-Kálózy Eszterrel)  5:52 (Bódi László)
9. Szörny-mese 1:26 (Tóth Zoltán)
10. Égi lovakon 5:00 (Patai Tamás–Bódi László)
11. Felhőnéző 1:57 (Tóth Zoltán)
12. A rózsák vére (Gyenes Bélával [szaxofon]) 5:52 (Bódi László)
13. Ezt a földet választottam 4:50 (Bódi László)
14. „Idézőjel” 1:37 (Tóth Zoltán)

## Közreműködtek
- Tóth Zoltán – gitár, zongora, vokál
- Patai Tamás – gitár, vokál
- Nagy László Attila – dob, ütőhangszerek
- Boros Csaba – basszusgitár, vokál
- Cipő „Cipő” – ének, zongora
- Szabó András – hegedű
- Nagy-Kálózy Eszter – ének
- Gyenes Béla – szaxofon